# Sjöholmen
Sjöholmen är en by i Stehags socken i Eslövs kommun i Skåne län, belägen nordost om Stehag. Från 2015 avgränsade SCB här en småort. Vid avgränsningen 2020 uppfylldes inte längre kraven för småort och den avregistrerades
Orten är mest känd för att hålla det skånska köldrekordet på -34 grader Celsius från den 26 januari 1942.

### Webbkällor
- SMHI